# Cherkessk
Cherkessk (tiếng Nga: Черкесск) là thủ đô của Cộng hòa Karachay-Cherkess, Nga. Đây cũng là trung tâm chính trị, kinh tế và văn hóa của nước Cộng hòa Karachay-Cherkess. Dân số: 116.244 (điều tra dân số 2002).

## Địa lý
Cherkessk có diện tích 69,8 km2. Thành phố nằm ở phía bắc nước cộng hòa, trên hữu ngạn sông Kuban. Nó giáp với huyện Abazinsky về phía tây, huyện Adyge-Khablsky về phía bắc, huyện Prikubansky về phía đông và tây nam, huyện Ust-Dzhegutinsky về phía nam.

### Khí hậu
Cherkessk có khí hậu lục địa ẩm (phân loại khí hậu Köppen Dfb) với mùa hè ít mây và ấm áp trong khi mùa đông rất lạnh và khá nhiều mây.Lỗi Lua trong Mô_đun:Navbar tại dòng 58: Tiêu đề không hợp lệ .

## Địa vị hành chính
Trong khuôn khổ các đơn vị hành chính, Cherkessk được hợp nhất thành thành phố trực thuộc nước cộng hòa Cherkessk, một đơn vị hành chính có địa vị ngang bằng với các huyện. Là một đơn vị đô thị, thành phố trực thuộc nước cộng hòa Cherkessk được hợp thành Okrug đô thị Cherkessk.

## Nhân khẩu
Dưới đây là dân số Cherkessk qua các năm:
| Năm    | 1970   | 1979   | 1989    | 2002    | 2010    |
| Dân số | 67.186 | 90.833 | 113.060 | 116.244 | 178.750 |

Theo điều tra dân số năm 2010, các dân tộc sinh sống tại thành phố là: người Nga (54,07%), người Karachay (16,23%), người Cherkess (13,05%), người Abaza (8,14%), người Nogai (1,45%) và người Armenia (1,31%).

## Thành phố kết nghĩa
Cherkessk kết nghĩa với:
- Nevinnomyssk, Nga (từ ngày 22 tháng 9 năm 2018)[13]

## Người nổi tiếng
- David Safaryan, đô vật người Armenia